# آفتاب‌پرست گنوئی
آفتاب‌پرست گنوئی، آفتاب‌پرست کم‌گل (نام علمی: Heliotropium rariflorum) نام یک گونه از سردهٔ آفتاب‌پرست است. سردهٔ آفتاب‌پرست در ایران ۴۷ گونهٔ علفی یک ساله و چند ساله دارد که در سراسر ایران پراکنده‌اند. آفتاب‌پرست گنوئی یکی از ۴۷ گونهٔ موجود در ایران است.